# Frühlings-Zahntrost
Der Frühlings-Zahntrost (Odontites vernus) ist eine Pflanzenart aus der Gattung der Zahntroste und der Familie der Sommerwurzgewächse (Orobanchaceae) und auch in Mitteleuropa verbreitet. 

## Merkmale
Die Art blüht nur im Mai und Juni und unterscheidet sich von Odontites vulgaris durch die spitzwinklige Beastung. Die 1 bis 4 Astpaare nehmen dabei einen Winkel von 20° bis 40° ein. Die Tragblätter des Frühlings-Zahntrostes sind zudem spitz, nicht fleischig und länger als die Blüten. Am Ende der Blütezeit ragt der Griffel aus der Krone heraus.

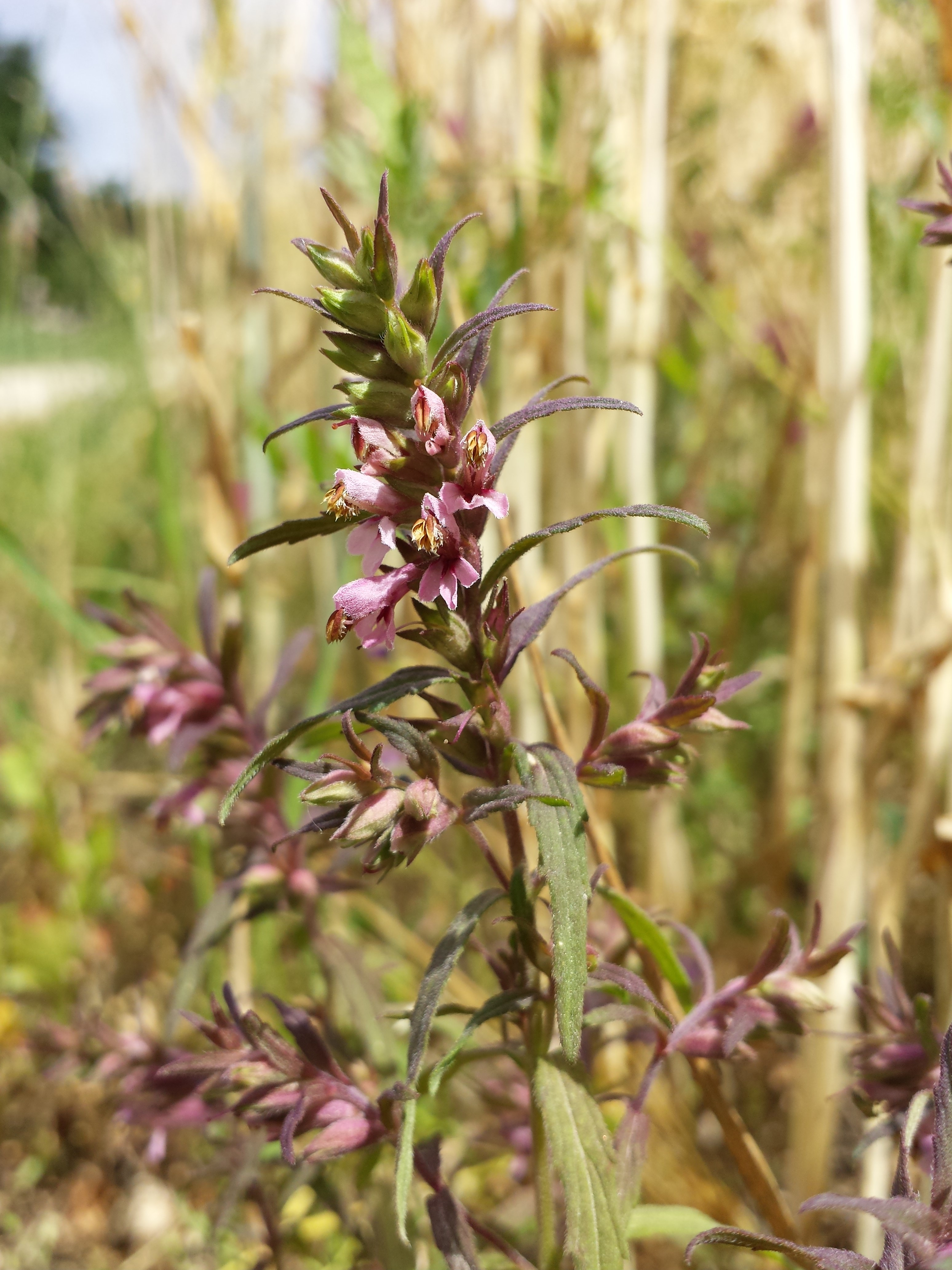
Frühlings-Zahntrost (Odontites vernus)

Die Chromosomenzahl beträgt 2n = 40.

## Verbreitung
Die Pflanze kommt zumeist auf Äckern und in kurzlebigen Unkrautfluren vor. Pflanzensoziologisch kann sie als Kennart des Verbandes Aperion spica-venti angesehen werden. Sie kommt aber auch in Gesellschaften des Verbands Caucalidion lappulae vor. Die europaweit verbreitete Art kommt in Deutschland nur selten vor. In einigen Bundesländern steht sie auf der Roten Liste. Ihr Verbreitungsgebiet umfasst Südeuropa, Mitteleuropa, Osteuropa, die Türkei, Armenien und den Iran.